# 田疇
田疇（169年—214年），字子泰，右北平郡无终县（今天津市蓟州区）人，东汉官员。

## 生平

### 受命出使
田畴喜歡讀書和擊劍，初平元年（190年），劉虞招募人才出使朝廷，田疇受薦，封為從事。田疇臨行警告劉虞公孫瓚乃大患，應除去，但是不獲劉虞理會。田疇不用國內道路而選擇出塞至朔方，成功到達長安。朝廷拜田疇騎都尉，被拒絕。三位公府聯合舉薦，亦被田疇拒絕。田疇回到劉虞時劉虞已為公孫瓉殺害。田疇設祭大哭，公孫瓉懼其名聲而不敢加害。

### 領族隱居
劉虞被殺後田疇領族人隱居徐無山（在今河北玉田縣），躬耕以養父母，吸引百姓，數年間至五千餘家。田疇被百姓推舉為領袖後，訂立法律，設立禮制，開學講道。烏丸、鮮卑各遣使貢禮歸順。期間田疇拒絕袁紹、袁尚任命。
建安十年（205年），曹操斬袁譚，消滅袁紹在冀州殘餘勢力，平定冀州。早年隨田疇遊歷北方的邢顒向田疇稱讚曹操，勸田疇協助曹操安定天下。

### 助征烏丸
建安十二年（207年），曹操征伐烏丸，曹操命田豫為使者邀請田疇，為司空戶曹掾，亦即時封為蓚縣縣令而暫不到任。曹軍因水漲而不能行軍，田疇獻計假裝撤退，實際行小路攻擊大本營。曹操功成後封田疇為亭侯。田疇以自己實際為劉虞的逃兵，拒絕出任任何官職。公孫康斬袁尚後，田疇以曾經為袁尚所任命而前往弔祭，此舉為裴松之評為態度前後不一，與王修自始至終忠於袁氏，儘管兩人同樣有哀悼之舉，起心動念卻不相同。

### 屢拒出仕
田疇盡將其家屬及宗人三百餘家移居鄴。曹操欲強行封賞田疇，亦曾經派遣田疇好友夏侯惇勸說，都為田疇拒絕。最後曹操拜田疇為議郎。四十六歲時死去，其子亦早死，沒有留下後代。
魏文帝年间，因崇尚田畴德义，封田畴侄孙田续为关内侯，给田畴继嗣。

## 評價
- 《三國志》作者陳壽評曰：「田疇抗節，王脩忠貞，足以矯俗。」

## 延伸阅读
[在维基数据编辑]
 《三國志·卷11》，出自陳壽《三國志》